# Oelshausen
Oelshausen is een dorp van de gemeente Zierenberg in het district Kassel-Land in Hessen.
Oelshausen ligt aan de Uerdinger Linie, in het traditionele Nederduitse gebied.
Oelshausen ligt tussen Ehlen en Istha.

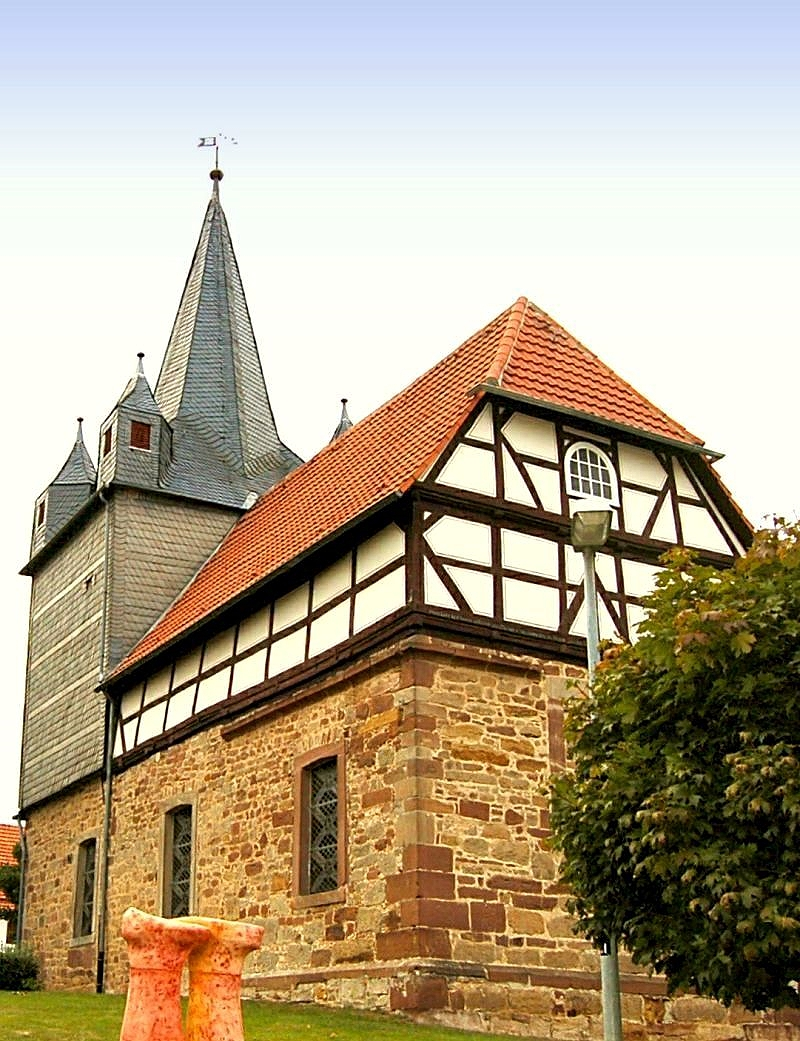
Kerk